# Lior Raz
Lior Raz (in ebraico ליאור רז‎?; Ma'ale Adummim, 24 novembre 1971) è un attore e sceneggiatore israeliano.

## Biografia
Ex membro dell'Unità Duvdevan, forze antiterrorismo israeliane, è noto come il protagonista della serie tv di Netflix Fauda, incentrata sulle vicende di una squadra di agenti israeliani bilingue che si infiltrano in Palestina per prevenire attentati.
Oltre ad avere co-creato Fauda, è ideatore anche di altre serie come Hit & Run e Ghosts of Beirut.

## Filmografia parziale

### Cinema
- Delta Force One: The Lost Patrol, regia di Joseph Zito (2000)
- Haganenet, regia di Nadav Lapid (2014)
- Maria Maddalena (Mary Magdalene), regia di Garth Davis (2018)
- Operation Finale, regia di Chris Weitz (2018)
- 6 Underground, regia di Michael Bay (2019)
- Il gladiatore II (Gladiator II), regia di Ridley Scott (2024)
- Soda (2024)[1]

### Televisione
- Fauda – serie TV, 48 episodi (2015-2023)
- Hit & Run - serie TV, 9 episodi (2021)
- The Crowded Room – serie TV, 10 episodi (2023)

## Doppiatori italiani
Nelle versioni in italiano delle opere in cui ha recitato, Lior Raz è stato doppiato da:
- Stefano Alessandroni in Operation Finale, The Crowded Room
- Emilio Catellani in Fauda (st. 1)
- Matteo Brusamonti in Fauda (st. 2-4)
- Dario Oppido in Maria Maddalena
- Roberto Draghetti in 6 Underground
- Marco Manca ne Il gladiatore II